# Changning (köpinghuvudort i Kina, Shanxi Sheng, lat 37,65, long 112,85)
Changning är en köpinghuvudort i Kina. Den ligger i provinsen Shanxi, i den norra delen av landet, omkring 35 kilometer sydost om provinshuvudstaden Taiyuan. Antalet invånare är 9 477. Befolkningen består av 4 520 kvinnor och 4 957 män. Barn under 15 år utgör 13,0 %, vuxna 15-64 år 71 %, och äldre över 65 år 14,0 %.
Runt Changning är det tätbefolkat, med 459 invånare per kvadratkilometer. Närmaste större samhälle är Yuci, 10,6 km väster om Changning. Trakten runt Changning består till största delen av jordbruksmark.
Genomsnittlig årsnederbörd är 630 millimeter. Den regnigaste månaden är juli, med i genomsnitt 205 mm nederbörd, och den torraste är december, med 3 mm nederbörd.